# Бельтюков, Павел
Павел Бельтюков (род. 7 января 1998, Екатеринбург), также известный под псевдонимом Pavel — российский киберспортсмен по Hearthstone. Чемпион мира (BlizzCon 2016). На 2017 год являлся первым номером мирового рейтинга, его совокупный доход насчитывал 275 тысяч долларов, и на это время он считался самым высокооплачиваемым игроком в этой дисциплине.

## Биография
Павел Бельтюков родился 7 января 1998 года в Екатеринбурге. В армии не служил, после окончания школы полностью посвятил себя киберспорту.
Играть в Hearthstone начал ещё на стадии закрытого бета-тестирования, в июне 2014 года впервые принял участие в соревнованиях. Первое время выступал раз в неделю на турнирах Gosu Cup, хотя каких-то выдающихся результатов здесь не показывал — пока только осваивался в игре, набирал опыт.
Первого по-настоящему серьёзного успеха добился весной 2015 года, когда квалифицировался на Gfinity 2015 Spring Masters II (в итоге он так и не выступил на этих соревнованиях, так как не смог вовремя получить английскую визу). В августе отобрался на первый в своей карьере «живой» турнир One Nation of Gamers Summer Circuit — благополучно преодолел здесь групповой этап, однако на стадии полуфиналов уступил представителю Украины Александру «Kolento» Мальшу — за это достижение удостоился приза в 3000 долларов. Через два месяца вошёл в число восьми сильнейших игроков Европы и квалифицировался на чемпионат мира BlizzCon.
В феврале 2016 года Бельтюков одержал победу во втором сезоне Лиги чемпионов Hearthstone, вышел из группы на DreamHack Austin 2016, выступил на WCA 2016, был лучшим на европейском отборочном турнире Last Call.
Одну из наиболее значимых побед в своей профессиональной карьере одержал осенью 2016 года на чемпионате мира BlizzCon, на самом престижном турнире в дисциплине Hearthstone. На групповом этапе со счётом 1:4 проиграл американцу HotMEOWTH, но затем выиграл 4:0 у корейца DDaHyoNi и 4:3 у китайца OmegaZero, пробившись тем самым в четвертьфинальную стадию. На стадии плей-офф в напряжённой борьбе одержал волевую победу над представителем США Уильямом «Amnesiac» Бартоном со счётом 4:3, после чего выиграл 4:2 у JasonZhou из Китая и в решающем финальном поединке со счётом 4:2 взял верх над украинцем Артёмом «DrHippi» Кравцом. Завоевав титул чемпиона мира, получил главный приз в размере 250 тысяч долларов.
В 2017 году продолжает карьеру игрока в Hearthstone, принимая участие во многих коммерческих турнирах. По состоянию на 2017 год является самым высокооплачиваемым игроком в Hearthstone — в общей сложности на различных соревнованиях он получил более 275 тысяч долларов.